# Hans-Joachim Hertwig
Hans-Joachim Hertwig (* 16. Juli 1928 in Schmiedeberg im Riesengebirge; † 28. September 1988 in Frankfurt (Oder)) war ein deutscher Politiker (SED). Von 1971 bis zu seinem Tod war er Erster Sekretär der SED-Bezirksleitung Frankfurt (Oder).

## Leben
Hertwig, Sohn eines Tischlers, machte nach dem Besuch der Volksschule von 1942 bis 1944 eine Lehre bei der Volksbank in Hirschberg. Noch 1944/1945 als Luftwaffenhelfer eingesetzt und zur Wehrmacht eingezogen, geriet er kurzzeitig in sowjetische Kriegsgefangenschaft.
1945 wurde Hertwig Mitglied der SPD, 1946 Mitglied der SED. Im selben Jahr schloss er sich auch der FDJ an. Von 1945 bis 1950 unterrichtete er als Neulehrer an der Grundschule in Leegebruch, anschließend war er von 1950 bis 1952 Schulleiter der Grundschule Schönwalde und schließlich von 1952 bis 1955 Direktor der Grundschule in der Pionierrepublik „Wilhelm Pieck“ am Werbellinsee. Ab 1955 studierte er an der Parteihochschule „Karl Marx“. 1958 schloss Hertwig sein Studium als Diplom-Gesellschaftswissenschaftler ab und leitete danach bis 1960 die Zentralschule der Pionierorganisation „Ernst Thälmann“ in Droyßig. Von 1960 bis 1966 war er Sekretär und stellvertretender Vorsitzender der Zentralleitung der Pionierorganisation und von 1963 bis 1967 zusätzlich Mitglied des Zentralrates der FDJ, im letzteren auch Sekretär für Wissenschaft, Volksbildung und Kultur (1966–1968).
Von 1954 bis 1988 war Hertwig Mitglied des ZK der SED. 
Von 1968 bis 1971 war er zunächst Zweiter Sekretär, dann von 1971 bis 1988 – als Nachfolger Erich Mückenbergers – Erster Sekretär der SED-Bezirksleitung Frankfurt an der Oder.
Von 1971 bis zu seinem Tode war er Abgeordneter der Volkskammer. Von 1976 bis 1988 war er Mitglied des Redaktionskollegiums der SED-Zeitschrift Einheit.

## Ehrungen
- Verdienstmedaille der DDR (1962)
- Vaterländischer Verdienstorden in Bronze (1969), in Silber (1978) und in Gold (1984)
- Banner der Arbeit (1974)
- Kampforden „Für Verdienste um Volk und Vaterland“ (1975)
- Karl-Marx-Orden (1978)